# 121 (số)
121 (một trăm hai mươi mốt) là một số tự nhiên ngay sau 120 và ngay trước 122.

## Trong toán học
- 121 = 30 + 31 + 32 + 33 + 34